# 2014-es karibi kupa
A 2014-es karibi kupa a torna tizennyolcadik kiírása. A kupának Jamaica adott otthont.
A torna első négy helyezettje részvételi jogot szerzett a 2015-ös CONCACAF-aranykupa küzdelmeire, míg a legjobb csoportharmadik pótselejtezőt játszhatott a 2014-es Copa Centroamericana ötödik helyén végzett hondurasi válogatottal.
A győztes jamaicai válogatott automatikusan kvalifikálta magát a centenáriumi 2016-os Copa América-ra.

## Helyszín
2014 márciusában bejelentették, hogy a torna mérkőzéseit Montego Bay-ben rendezik.

## Selejtezők
A torna előselejtezőit 2014 májusában rendezték. A selejtező első fordulóját 24 csapat részvételével szeptember 1. és 9., míg a második fordulót 16 nemzet válogatottjával október 6. és 14. között bonyolították le.
A Karibi Labdarúgó-unió 2014 áprilisában tartotta a csoportok sorsolását. Összesen 26 nemzet nevezett a tornára, Kuba címvédőként, Jamaica házigazdaként automatikus résztvevője az eseménynek. A Bahama-szigetek, Bermuda, a Kajmán-szigetek, Saint-Martin és Sint Maarten nem indult.
A következő csapatok szereztek részvételi jogot:
| Csapat             | Részvétel | Utolsó részvétel | Eddigi legjobb eredmény                                  |
| ------------------ | --------- | ---------------- | -------------------------------------------------------- |
| Jamaica            | 15        | 2012             | Győztes (1991, 1998, 2005, 2008, 2010)                   |
| Kuba               | 11        | 2012             | Győztes (2012)                                           |
| Trinidad és Tobago | 18        | 2012             | Győztes (1989, 1992, 1994, 1995, 1996, 1997, 1999, 2001) |
| Antigua és Barbuda | 8         | 2012             | 4. helyezés (1998)                                       |
| Haiti              | 9         | 2012             | Győztes (2007)                                           |
| Francia Guyana     | 3         | 2012             | Csoportkör (1995, 2012)                                  |
| Martinique         | 13        | 2012             | Győztes (1993)                                           |
| Curaçao            | 3         | 2007             | 4. helyezés (1989)                                       |

## Eredmények

### Csoportkör
| Jelmagyarázat                                                                               |
| ------------------------------------------------------------------------------------------- |
| A csoportgyőztes bejut az döntőbe.                                                          |
| A csoport második helyezettje a harmadik helyért játszhat.                                  |
| A legjobb csoportharmadik a 2015-ös CONCACAF-aranykupa pótselejtezőjének résztvevője lehet. |
| A gyengébb csoportharmadik és a csoportok negyedik helyezettjei kiesnek.                    |

#### A csoport
| Csapat             | M | Gy | D | V | G+ | G– | Gk | P |
| ------------------ | - | -- | - | - | -- | -- | -- | - |
| Trinidad és Tobago | 3 | 2  | 1 | 0 | 7  | 4  | +3 | 7 |
| Kuba               | 3 | 1  | 2 | 0 | 4  | 3  | +1 | 5 |
| Francia Guyana     | 3 | 1  | 1 | 1 | 7  | 6  | +1 | 4 |
| Curaçao            | 3 | 0  | 0 | 3 | 5  | 10 | –5 | 0 |

| 2014. november 11. 17:30 (UTC-5) |

| Curaçao               | 2–3   | Trinidad és Tobago                     |
| --------------------- | ----- | -------------------------------------- |
| Meulens 18' Maria 48' | (1–2) | K. Jones 26' (11-esből) 38' Molino 52' |

| Montego Bay Sports Complex, Montego Bay Játékvezető: Trevor Taylor (barbadosi) |

| 2014. november 11. 20:00 (UTC-5) |

| Kuba            | 1–1   | Francia Guyana |
| --------------- | ----- | -------------- |
| A. Martínez 57' | (0–0) | Solvi 90+4'    |

| Montego Bay Sports Complex, Montego Bay Játékvezető: Joel Aguilar (salvadori) |

| 2014. november 13. 17:30 (UTC-5) |

| Trinidad és Tobago                                 | 4–2   | Francia Guyana              |
| -------------------------------------------------- | ----- | --------------------------- |
| Molino 17' 58' Peltier 62' (11-esből) Guerra 90+2' | (1–0) | Saint-Clair 64' Legrand 84' |

| Montego Bay Sports Complex, Montego Bay Játékvezető: Sandy Vasquez (Dominikai köztársasági) |

| 2014. november 13. 20:00 (UTC-5) |

| Curaçao                     | 2–3   | Kuba                               |
| --------------------------- | ----- | ---------------------------------- |
| Rajcomar 45' Nepomuceno 69' | (1–1) | Corrales 15' López 51' Leiva 90+5' |

| Montego Bay Sports Complex, Montego Bay Játékvezető: Wilson Da Costa (Bahama-szigeteki) |

| 2014. november 15. 17:30 (UTC-5) |

| Francia Guyana                           | 4–1   | Curaçao     |
| ---------------------------------------- | ----- | ----------- |
| Saint-Clair 18' Fabien 26' 64' Adipi 34' | (3–0) | Meulens 84' |

| Montego Bay Sports Complex, Montego Bay Játékvezető: Leo Clarke (Saint Lucia-i) |

| 2014. november 15. 20:00 (UTC-5) |

| Kuba | 0–0 | Trinidad és Tobago |
| ---- | --- | ------------------ |
|      |     |                    |

| Montego Bay Sports Complex, Montego Bay Játékvezető: Trevor Taylor (barbadosi) |

#### B csoport
| Csapat             | M | Gy | D | V | G+ | G– | Gk | P |
| ------------------ | - | -- | - | - | -- | -- | -- | - |
| Jamaica            | 3 | 2  | 1 | 0 | 6  | 1  | +5 | 7 |
| Haiti              | 3 | 1  | 1 | 1 | 5  | 4  | +1 | 4 |
| Martinique         | 3 | 1  | 1 | 1 | 3  | 4  | –1 | 4 |
| Antigua és Barbuda | 3 | 0  | 1 | 2 | 2  | 7  | –5 | 1 |

| 2014. november 12. 17:30 (UTC-5) |

| Haiti                   | 2–2   | Antigua és Barbuda   |
| ----------------------- | ----- | -------------------- |
| Alcénat 23' Belfort 36' | (2–0) | Weston 58' Byers 60' |

| Montego Bay Sports Complex, Montego Bay Játékvezető: Leo Clarke (Saint Lucia-i) |

| 2014. november 12. 20:00 (UTC-5) |

| Jamaica      | 1–1   | Martinique |
| ------------ | ----- | ---------- |
| Mattocks 13' | (1–1) | Arquin 29' |

| Montego Bay Sports Complex, Montego Bay Játékvezető: Roberto García Orozco (mexikói) |

| 2014. november 14. 17:30 (UTC-5) |

| Martinique | 0–3   | Haiti                        |
| ---------- | ----- | ---------------------------- |
|            | (0–0) | Guerrier 52' Belfort 63' 90' |

| Montego Bay Sports Complex, Montego Bay Játékvezető: Sherwin Moore (guyanai) |

| 2014. november 14. 20:00 (UTC-5) |

| Jamaica                              | 3–0   | Antigua és Barbuda |
| ------------------------------------ | ----- | ------------------ |
| Lawrence 29' Mattocks 44' Austin 85' | (2–0) |                    |

| Montego Bay Sports Complex, Montego Bay Játékvezető: Ricardo Cerdas (Costa Rica-i) |

| 2014. november 16. 17:30 (UTC-5) |

| Antigua és Barbuda | 0–2   | Martinique          |
| ------------------ | ----- | ------------------- |
|                    | (0–0) | Buval 57' Goron 90' |

| Montego Bay Sports Complex, Montego Bay Játékvezető: Roberto García Orozco (mexikói) |

| 2014. november 16. 20:00 (UTC-5) |

| Jamaica                  | 2–0   | Haiti |
| ------------------------ | ----- | ----- |
| Dawkins 13' Mattocks 20' | (2–0) |       |

| Montego Bay Sports Complex, Montego Bay Játékvezető: Joel Aguilar (salvadori) |

#### Legjobb csoportharmadik
Mivel az ötödik helyért nem rendeztek mérkőzést, a csoportkör után harmadik helyen végzett csapatok közül legjobb eredménnyel rendelkező válogatott vehetett részt a 2015-ös CONCACAF-aranykupa pótselejtezőjén, ahol a 2014-es Copa Centroamericana ötödik helyén végzett Hondurasszal találkozott.
| Csoport | Csapat         | M | Gy | D | V | G+ | G– | Gk | P |
| ------- | -------------- | - | -- | - | - | -- | -- | -- | - |
| A       | Francia Guyana | 3 | 1  | 1 | 1 | 7  | 6  | +1 | 4 |
| B       | Martinique     | 3 | 1  | 1 | 1 | 3  | 4  | –1 | 4 |

### Bronzmérkőzés
| 2014. november 18. 17:00 (UTC-5) |

| Kuba            | 1–2   | Haiti                   |
| --------------- | ----- | ----------------------- |
| A. Martínez 89' | (0–0) | Jérôme 56' Guerrier 86' |

| Montego Bay Sports Complex, Montego Bay Játékvezető: Roberto García Orozco (mexikói) |

### Döntő
| 2014. november 18. 20:00 (UTC-5) |

| Trinidad és Tobago                     | 0–0 | Jamaica                               |
| -------------------------------------- | --- | ------------------------------------- |
|                                        |     |                                       |
| Büntetőpárbaj                          |     |                                       |
| K. Jones Guerra Molino J. Jones Hyland | 3–4 | Taylor McAnuff Phillips Seaton Austin |

| Montego Bay Sports Complex, Montego Bay Játékvezető: Ricardo Cerdas (Costa Rica-i) |

| A 2014-es karibi kupa győztese |
| ------------------------------ |
| · Jamaica · 6. cím             |